# Falkenhayn

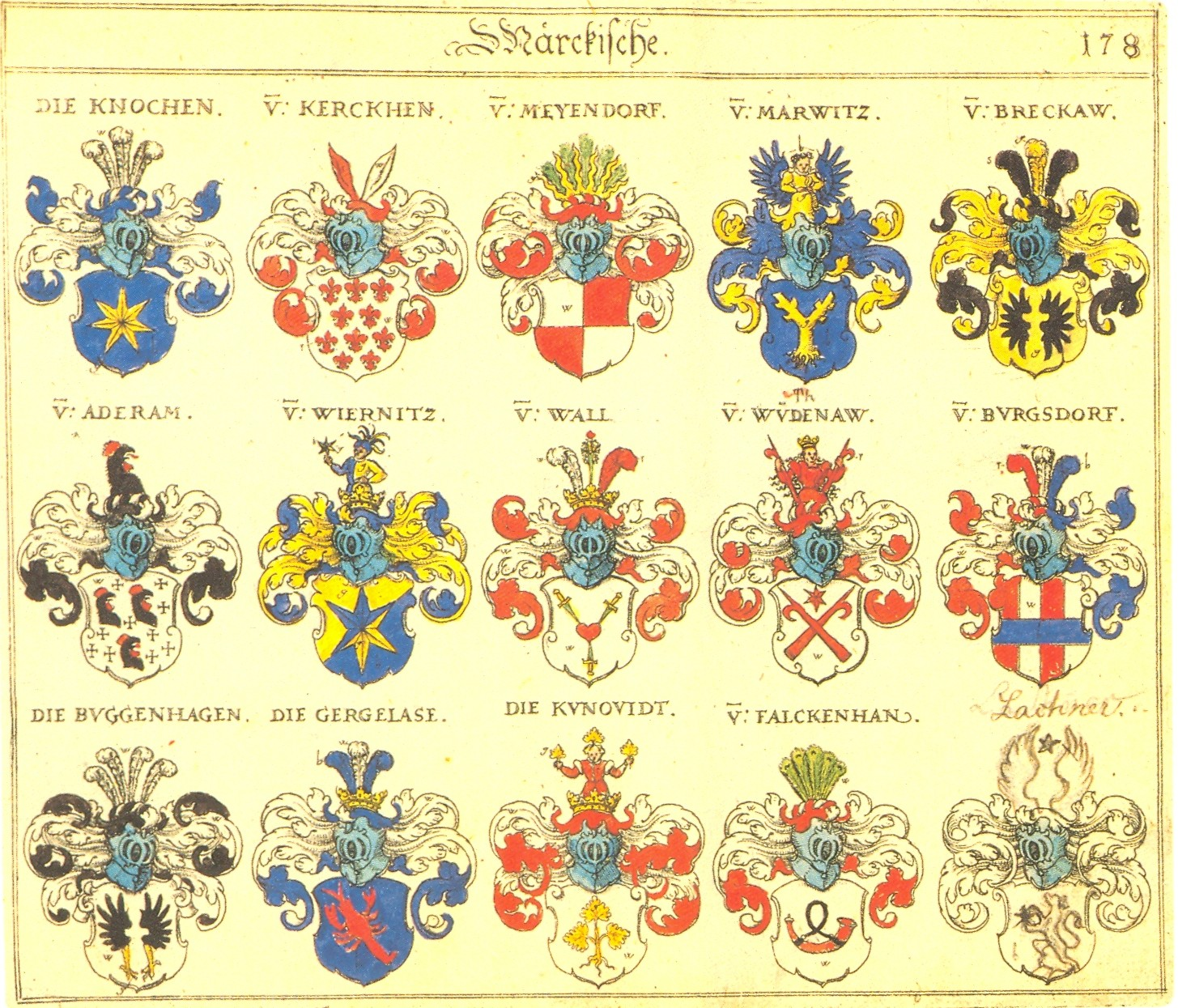
Herb Falckenhain w herbarzu J. Siebmachera, 1605 - drugi z prawej, dolny rząd

von Falkenhayn (von Falckenhein) – niemiecki ród szlachecki wywodzący się z księstwa biskupiego Merseburg. Znaczenie osiągnął po osiedleniu się na Śląsku i w Austrii w XVI-XVII w. Poszczególne gałęzie rodu przetrwały do dzisiaj.
W 1567 zbudowali w Kochlicach renesansowy dwór.